# اورارا ماتسوبیاشی
اورارا ماتسوبیاشی (انگلیسی: Urara Matsubayashi; ۱۳ مارس ۱۹۹۳ – ) بازیگر اهل ژاپن بود.